# Паздерська Олена
Олена Паздерська (* 1984) — українська керлінгістка.

## З життєпису
У складі змішаної парної збірної України — учасниця чемпіонату світу-2019 (Ставангер; зайняли 45-те місце). На цьому чемпіонаті світу збірна України вперше виступала на міжнародному рівні з будь-якого із видів керлінгу.
Постійно проживає в Нью-Джерсі (США), як і її партнер по змішаній парній збірної України Євген Стадник. Там і почала займатися керлінгом.
У 2009 закінчила Корнелльський університет.